# Christof Mandry
Christof Mandry (* 1968 in Stuttgart) ist ein deutscher Theologe, Ethiker und Hochschullehrer.

## Leben
An der Eberhard-Karls-Universität Tübingen und am Centre Sèvres in Paris absolvierte Mandry von 1989 bis 1996 ein Studium der Katholischen Theologie mit dem Abschluss Diplom-Theologe und ein Studium der Philosophie, das er als Magister Artium abschloss.
Anschließend war er zunächst Wissenschaftlicher Mitarbeiter am Interfakultären Zentrum für Ethik in den Wissenschaften (IZEW) der Universität Tübingen, im Bereich „European Network for Biomedical Ethics“. Ab 1997 bis 1999 wurde Mandry durch ein Promotionsstipendium der Landesgraduiertenförderung Baden-Württemberg gefördert, daran anschließend wurde er Wissenschaftlicher Angestellter am Lehrstuhl Theologische Ethik/Sozialethik der Katholisch-Theologischen Fakultät der Universität Tübingen, bevor er 2001 mit einer Arbeit über das Verhältnis von theologischer und philosophischer Ethik zum Dr. theol. promoviert wurde.
Von 2000 bis 2003 übernahm Mandry, als Wissenschaftlicher Angestellter am IZEW der Universität Tübingen, die Leitung des wissenschaftlichen Begleitprogramms zur Einführung des Ethisch-Philosophischen Grundlagenstudiums (EPG) in Baden-Württemberg.
Anschließend wechselte Mandry 2004 an die Universität Erfurt, wo er von 2004 bis 2006 Post-doc-Kollegiat am Max-Weber-Kolleg für kultur- und sozialwissenschaftliche Studien war und dabei an dem Forschungsprojekt „Europa als Wertegemeinschaft – eine theologisch-sozialethische Studie“ mitarbeitete. Außerdem bekleidete er zur selben Zeit eine Stelle als Wissenschaftlicher Angestellter am Max-Weber-Kolleg im Verbundprojekt „Mobilisierung von Religion in Europa“. Ebenfalls von 2004 bis 2006 war Mandry Gastprofessor für Christliche Sozialethik an der Katholischen Hochschule für Sozialwesen Berlin (KHSB). Er ist Gründungsmitglied und war Geschäftsführer des Berliner Instituts für christliche Ethik und Politik (ICEP) der KHSB.
Die Habilitation Mandrys erfolgte 2009 an der Katholisch-Theologischen Fakultät der Universität Erfurt, mit einer Arbeit zu Europa als Wertegemeinschaft. Anschließend war er zunächst Privatdozent für Theologische Ethik, dann bis zum Sommersemester 2013 Inhaber des Lehrstuhls für Christliche Weltanschauung, Religions- und Kulturtheorie und Christliche Sozialwissenschaft an der Katholisch-Theologischen Fakultät der Universität Erfurt. Im Studienjahr 2013/14 vertrat Mandry den Lehrstuhl für Sozialethik und Praktische Theologie am Institut für Katholische Theologie der Universität des Saarlandes, danach wurde er auf den Lehrstuhl für Moraltheologie/Sozialethik am Fachbereich Katholische Theologie der Goethe-Universität Frankfurt am Main berufen.

## Forschungsschwerpunkte
Die Forschungsschwerpunkte von Mandry liegen in den Bereichen Theologie und Kultur, politische Ethik – insbesondere Europa und Europäische Union –, ethische Fragen der Medizin sowie Grundfragen und Anwendungen der theologischen Ethik und der Christlichen Sozialethik.

## Publikationen (Auswahl)
Monographien
- Ethische Identität und christlicher Glaube. Theologische Ethik im Spannungsfeld von Theologie und Philosophie, Mainz: Grünewald 2002. ISBN 3-7867-2375-3.
- Europa als Wertegemeinschaft. Eine theologisch-ethische Untersuchung zum politischen Selbstverständnis der Europäischen Union, Baden-Baden: Nomos 2009. ISBN 978-3-8329-4615-9.
- Die Zukunft der Europäischen Union. Öffentliche Diskurse in Europa (Kirche und Gesellschaft Grüne Reihe Nr. 444, hrsg. der Katholischen Sozialwissenschaftlichen Zentralstelle). J.P. Bachem Medien, Köln 2017, ISBN 978-3-7616-3195-9.

Herausgeberschaften
- Baustelle Sozialstaat! Sozialethische Sondierungen in unübersichtlichem Gelände (mit Stefan Kurzke-Maasmeier und Christine Oberer), Münster: Aschendorff 2006. ISBN 3-402-00571-9.
- Kultur, Pluralität und Ethik. Perspektiven in Sozialwissenschaften und Ethik, Münster: Lit 2003. ISBN 3-8258-6880-X.
- Literatur ohne Moral. Literaturwissenschaften und Ethik im Gespräch, Münster: Lit 2003. ISBN 3-8258-6450-2.
- Ethisch-Philosophische Grundlagen im Lehramtsstudium (mit Julia Dietrich), Tübingen: IZEW, 2001.